# 德国社会主义工人党 (1875年)
德国社会主义工人党（德語：Sozialistische Arbeiterpartei Deutschlands），德国社会民主党前身，1875年5月22日至27日，德意志社会民主工党和全德工人联合会召开大会，通过《哥达纲领》，两党合并成为德国社会主义工人党，机关报为《前进报》。1878年德国通过针对该党的《社会党人法》，该党发展受到限制。1890年，该党改名为德国社会民主党。